# Albert William Ketèlbey
Albert William Ketèlbey (IPA: /kəˈtɛlbi/) là một nhà soạn nhạc, nhạc trưởng và nghệ sĩ dương cầm người Anh, nổi tiếng với những bản nhạc nhẹ do dàn nhạc giao hưởng của ông hòa tấu, thịnh hành nhất vào suốt nửa đầu thế kỉ XX. Một trong những kiệt tác của ông là "Phiên chợ Ba Tư", đã được nhiều người biết đến và ưa thích ở Việt Nam, hiện vẫn phổ biến ở nhiều quốc gia trên Thế giới.

## Tiểu sử và sự nghiệp
Albert Ketèlbey sinh ngày 9 tháng 8 năm 1875, ở số nhà 41 phố Alma, Aston Manor, Birmingham. Cha là George Ketèlbey, còn mẹ là Sarah Ann Aston. Năm 1889, chuyển đến Luân đôn theo học tại Đại học Âm nhạc Trinity. Sau khi tốt nghiệp xuất sắc, Albert là nghệ sĩ dương cầm. Trong nhiều năm, Ketèlbey làm việc cho nhiều nhà xuất bản âm nhạc, như Chappell & Co và Công ty Columbia Graphophone, đồng thời học soạn nhạc. Ông đã thành công khi viết nhạc phụ họa cho phim câm cho đến khi phim nói ra đời vào cuối những năm 1920. Sau đó, ông trở thành giám đốc âm nhạc của một Nhà hát tạp kỹ, rồi chuyển sang sáng tác và chỉ huy dàn nhạc biểu diễn các tác phẩm của mình.
Các tác phẩm ban đầu của ông theo phong cách cổ điển, dùng dàn nhạc giao hưởng, nhưng lại thể hiện nhẹ nhàng hơn đã được đón nhận nồng nhiệt. Một trong những tác phẩm đầu tiên của ông thuộc thể loại này là In a Monastery Garden ("Vườn Tu viện", năm 1915) đã bán được hơn một triệu bản. Sau đó là In a Persian Market ("Phiên chợ Ba Tư", 1920) và In a Chinese Temple Garden ("Ở ngôi chùa Trung Hoa", 1923), giúp ông trở thành nhà soạn nhạc triệu phú đầu tiên của Anh.
Trong thời gian Chiến tranh thế giới thứ hai các sáng tác mới của ông kém sức sáng tạo và bị BBC bỏ qua. Năm 1949, ông chuyển đến đảo Wight nghỉ hưu, rồi qua đời ngày 26 tháng 11 năm 1959 tại nhà riêng ở đây.

## Tác phẩm
- The Heart's Awakening (1908)
- In a Monastery Garden (1915)
- Phantasy for String Quartet (1915)
- In the Moonlight (1919)
- Phiên chợ Ba Tư (In a Persian Market - 1920)
- Romantic Suite (1922)
- Bank Holiday (Appy 'Ampstead) (1924)
- In a Chinese Temple Garden (1923)
- By the Blue Hawaiian Waters (1927)
- In the Mystic Land of Egypt (1931)
- From a Japanese Screen (1934)
- Italian Twilight (1951)
- Cockney Suite
- Jungle Drums (1926)
- Tangled Tunes
- Bells across the Meadows (1921)
- Dance of the Merry Mascots
- The Clock and the Dresden Figures (1930)
- With Honour Crowned
- Wedgwood Blue (Graceful Dance)
- Sanctuary of the Heart (1924)

## Ảnh bìa một số nhạc phẩm

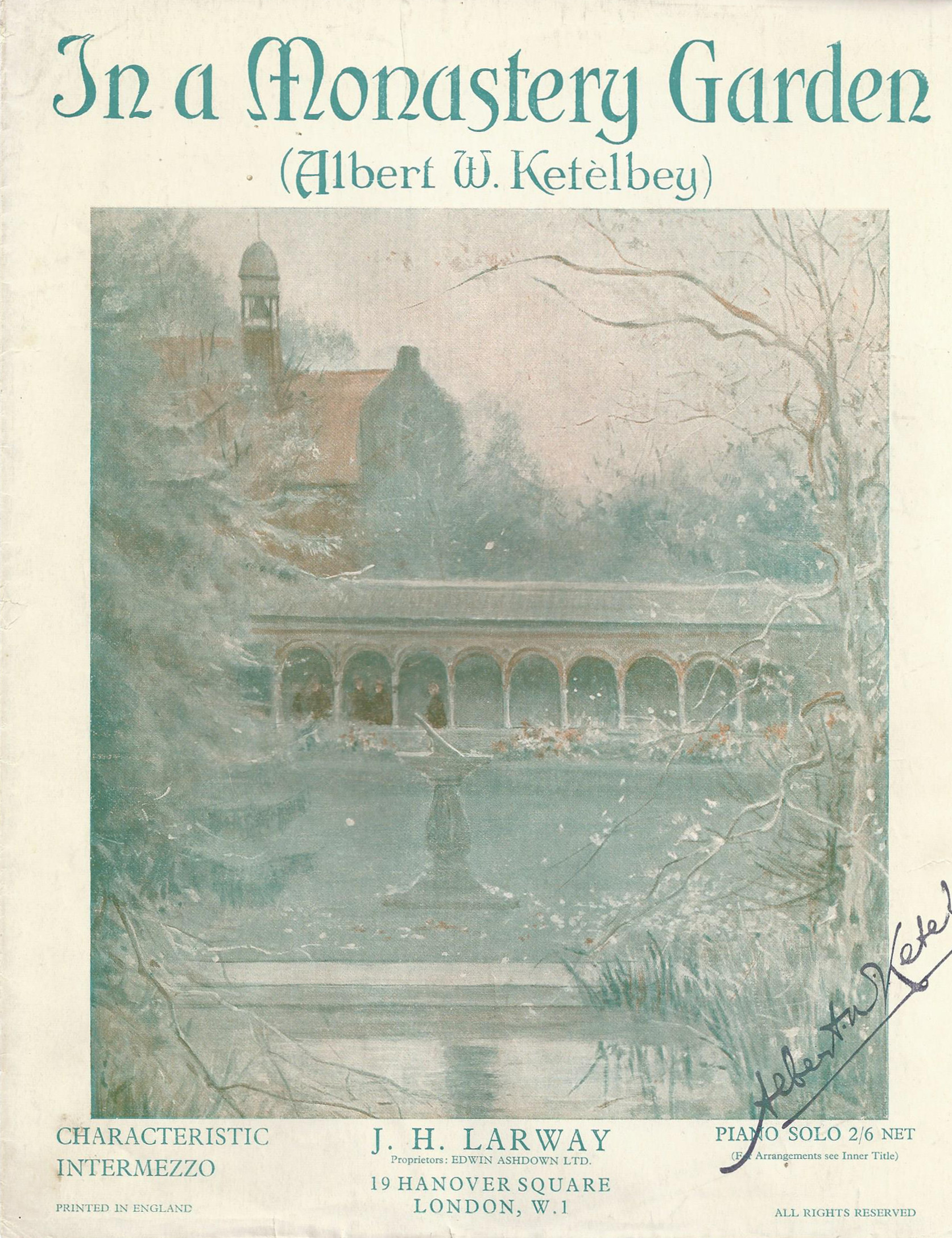
"Vườn Tu viện"
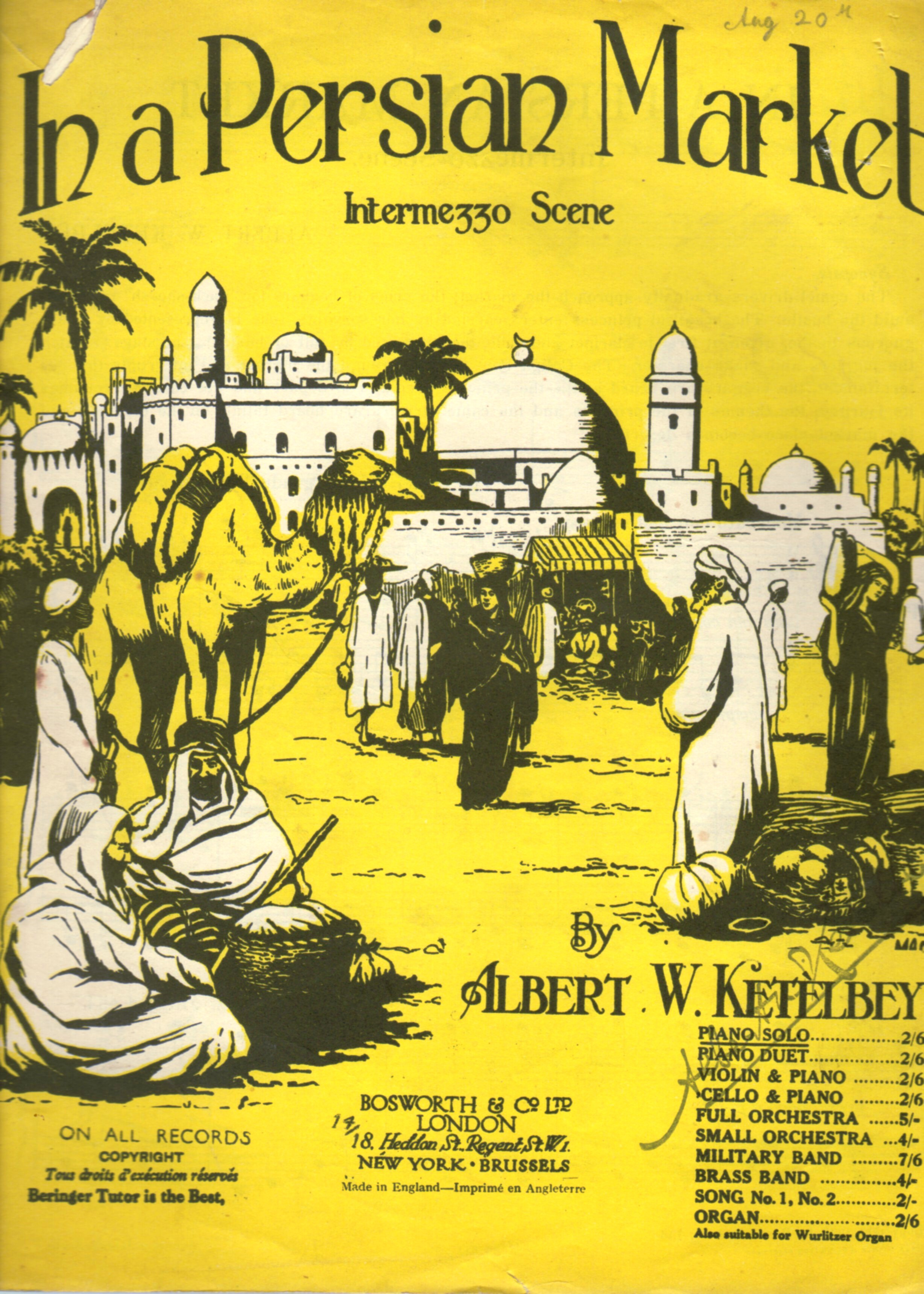
"Phiên chợ Ba Tư"
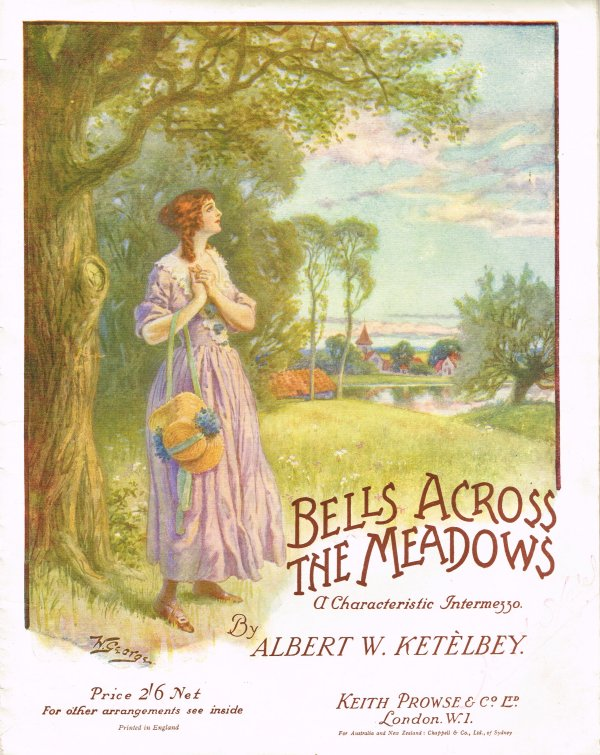
"Chuông qua đồng cỏ"